# Mustakari (udde)
Mustakari är en udde i Finland. Den ligger i Haukipudas och landskapet Norra Österbotten, i den centrala delen av landet, 600 km norr om huvudstaden Helsingfors.
Terrängen inåt land är mycket platt. Havet är nära Mustakari åt sydväst.  Närmaste större samhälle är Uleåborg, 17,3 km sydost om Mustakari. 